# Municipio de Tuttle
El municipio de Tuttle (en inglés: Tuttle Township) es un municipio ubicado en el condado de Kidder en el estado estadounidense de Dakota del Norte. En el año 2010 tenía una población de 39 habitantes y una densidad poblacional de 0,42 personas por km².

## Geografía
El municipio de Tuttle se encuentra ubicado en las coordenadas 47°6′19″N 100°3′6″O / 47.10528, -100.05167. Según la Oficina del Censo de los Estados Unidos, el municipio tiene una superficie total de 91.93 km², de la cual 89,3 km² corresponden a tierra firme y (2,85 %) 2,62 km² es agua.

## Demografía
Según el censo de 2010, había 39 personas residiendo en el municipio de Tuttle. La densidad de población era de 0,42 hab./km². De los 39 habitantes, el municipio de Tuttle estaba compuesto por el 97,44 % blancos, el 2,56 % eran asiáticos. Del total de la población el 0 % eran hispanos o latinos de cualquier raza.